# Caecidotea extensolinguala
Caecidotea extensolinguala är en kräftdjursart som först beskrevs av Fleming 1972.  Caecidotea extensolinguala ingår i släktet Caecidotea och familjen sötvattensgråsuggor. Inga underarter finns listade i Catalogue of Life.